# San Pedro Kopomá
San Pedro Kopomá es una localidad del municipio de Kopomá en el estado de Yucatán, México.

## Toponimia
El nombre (San Pedro Kopomá) hace referencia a Simón Pedro y Kopomá, significa en lengua maya Aquí no se hunde, por derivarse de los vocablos Kopo, contracción de Xcopol, que significa hundir, y Ma, negación, no. Otra versión es que el término Kopomá quiere decir Agua en hondonada, ya que la partícula A final, podría significar agua.

## Demografía
Según el censo de 2005 realizado por el INEGI, la población de la localidad era de 0 habitantes.
| 0                           | 0 | 0 |
| (Fuente: INEGI [Consultar]) |   |   |